# Велено, Джозеф
Джозеф Велено (фр. Joseph Veleno; род. 13 января 2000, Киркленд, Квебек) — канадский хоккеист, нападающий «Монреаль Канадиенс » и  сборной Канады. Чемпион мира 2023 года.

## Карьера

### Клубная

#### Молодёжная
На юниорском уровне играл за команду «Сент-Джон Си Догз», после двух с половиной сезонов был обменян в «Драммондвилл Вольтижерс», в котором он продолжил свою карьеру.
На драфте НХЛ 2018 года был выбран в 1-м раунде под общим 30-м номером клубом «Детройт Ред Уингз». После выбора на драфте вернулся в состав «Драммондвилла»;в сезоне 2018/19 заработал 104 очка (42+62) за сезон, установив тем самым свой личный рекорд в карьере.
1 мая 2019 года подписал с «Детройтом» трёхлетний контракт новичка. Он был переведён в фарм-клуб «Детройта» «Гранд-Рапидс Гриффинс», за который отыграл весь сезон. По окончании сезона из-за пандемии COVID-19 он уехал в Швецию, где отыграл целый сезон на правах аренды за «Мальмё Редхокс».

#### НХЛ
Дебютировал в НХЛ 27 апреля 2021 года в матче с «Коламбус Блю Джекетс», который «Коламбус» выиграл 1:0 в серии буллитов. 8 мая того же года в матче с «Коламбусом» забросил свою первую шайбу в НХЛ и помог своей команде победить со счётом 5:2.
22 августа 2023 года продлил контракт с клубом на один год. 21 октября того же года в матче с «Оттавой Сенаторз» оформил первый дубль в НХЛ; матч закончился победой «Ред Уингз» со счётом 5:2.

### Международная
В составе юниорской сборной Канады играл на ЮЧМ-2018, на котором канадцы остались без медалей, проиграв в 1/4 финала сверстникам из Чехии со счётом 2:1.
В составе молодёжной сборной играл на МЧМ-2019 и МЧМ-2020, став в 2020 году чемпионом мира.
В составе сборной Канады играл на ЧМ-2023, где стал чемпионом мира; на турнире заработал 5 очков.